# Grekland i olympiska sommarspelen 1992
Grekland deltog i de olympiska sommarspelen 1992 i Barcelona med en trupp bestående av 70 deltagare. Totalt vann de två medaljer och slutade på tjugosjätte plats i medaljligan.

## Medaljer

### Guld
- Voula Patoulidou - Friidrott, 100 m häck
- Pyrros Dimas - Tyngdlyftning, lätt tungvikt

## Boxning
Tungvikt
- Georgios Stefanopoulos

## Cykling
Herrarnas förföljelse
- Georgios Portelanos

Herrarnas poänglopp
- Georgios Portelanos

## Friidrott
Herrarnas 400 meter häck
- Athanassios Kalogiannis
  - Heat — 49,52 (→ gick inte vidare)

Herrarnas längdhopp
- Konstantinos Koukodimos
  - Kval — 8,22 m
  - Final — 8,04 m (→ 6th place)

- Spyridon Vasdekis
  - Kval — 7,82 m (→ gick inte vidare)

Herrarnas släggkastning
- Savvas Saritzoglou
  - Kval — 74,16 m (→ gick inte vidare)

Herrarnas stavhopp
- Christos Pallakis
  - Kval — 5,30 m (→ gick inte vidare)

Herrarnas höjdhopp
- Niki Gavera
  - Kval — 1,83  m (→ gick inte vidare)

- Niki Bakogianni
  - Kval — 1,88 m (→ gick inte vidare)

## Fäktning
Herrarnas sabel
- Zisis Babanasis

## Modern femkamp
Herrarnas individuella tävling
- Alexandros Nikolopoulos

## Segling
Herrarnas lechner
- Nikos Kaklamanakis
  - Slutlig placering — 123,4 poäng (→ 9:e plats)

## Simhopp
Damernas 3 m
- Eleni Stavridou
  - Kval — 240,42 poäng (→ gick inte vidare, 26:e plats)

## Tennis
Herrdubbel
- Anastasios Bavelas och Konstantinos Efraimoglou
  - Första omgången — Besegrade Christian Forcellini och Gabriel Francini (San Marino) 6-1, 6-1, 6-2
  - Andra omgången — Förlorade mot Boris Becker och Michael Stich (Tyskland) 3-6, 1-6, 4-6